# Không gian ba chiều

Không gian ba chiều Hệ tọa độ Descartes với trục x hướng về người quan sát.

Không gian ba chiều là một mô hình hình học có ba (3) thông số (tọa độ, không tính đến thời gian), trong đó bao gồm tất cả các vật chất được chúng ta biết đến. Ba chiều được nhắc đến ở đây thường là chiều dài, chiều rộng, chiều cao (hoặc chiều sâu). Ba hướng bất kì nào cũng có thể được chọn, miễn là chúng không nằm trong cùng một mặt phẳng.
Trong vật lý và toán học, một chuỗi các con số n có thể được hiểu là một vị trí trong không gian n chiều. Khi n = 3, tập hợp tất cả các vị trí đó được gọi là không gian Euclide 3 chiều, thường ký hiệu là ℝ3. Không gian này chỉ là một ví dụ trong một loạt các không gian ba chiều thường gọi là đa tạp ba chiều.
Không gian ba chiều kèm thêm chiều thời gian là không gian bốn chiều.

## Trong hình học Euclid

### Trục tọa độ
Trong toán học và hình học giải tích (còn gọi là hình học Descartes), người ta mô tả tất cả các điểm trong không gian ba chiều bằng ba trục tọa độ, thường mang tên là x, y, z. Trong ba trục tọa độ này, mỗi trục đều vuông góc với hai trục kia tại gốc, điểm mà chúng cắt nhau. Nhờ đó vị trí của bất kỳ điểm nào trong không gian ba chiều đều được biểu thị bằng một nhóm ba số thực có thứ tự. Mỗi số đại diện cho khoảng cách từ điểm đó đến gốc tọa độ, đo dọc theo một trục xác định; con số này tương đương với khoảng cách từ điểm đó đến mặt phẳng xác định bởi hai trục còn lại.

Hệ tọa độ Descartes
Hệ tọa độ trụ
Hệ tọa độ cầu

## Hệ tọa độ
Trong thực tế, đặc biệt là các ngành giao thông vận tải, quân sự, hàng hải, dầu khí, địa lý… vị trí của một điểm trong không gian ba chiều thường được biểu thị thông qua một hệ tọa độ, phổ biến gồm có hệ tọa độ Descartes, hệ tọa độ cầu, hệ tọa độ trụ…